# ウェディングソング (DISH//の曲)
「ウェディングソング」は、日本のロックバンドDISH//の楽曲。2023年6月28日にSony Recordsから10作目の配信限定シングルとしてリリースされた。

## 概要
DISH//初のウェディングソングとして制作された楽曲。
ドラムの泉大智が作詞・作曲を手がけた。

## 背景
「この曲は、親友が結婚するという話を聞いて書いたものです。元々頭サビのフレーズだけはあって『結婚式ぽいな』って思っていたので、タイミングがハマってできあがりました。歌詞は自分がストレートにしか書けないということもありますが、長い付き合いの友人ということもあって、よりストレートな言葉になりました。タイトルからしてストレートですよね。完成したものをその友人に聴かせたら感動してくれたので、作ってよかったです(笑)。」
泉がもともと制作していた楽曲に、結婚する親友に向けてストレートに歌詞を載せた楽曲。ビートルズの「Let It Be」をイメージし、真っ直ぐなウェディングソングを書き上げた。

## 評価
結婚式の定番楽曲としてヒットしており、TikTokやInstagramなどで結婚式の映像とともに使用される機会も多い楽曲。モデルプレスが2024年に行ったアンケート『読者が選ぶ「好きな結婚ソング」トップ10』では、全体で8位にランクインした。

## 収録曲
1. ウェディングソング - [4:14]
作詞・作曲：泉大智

## ミュージック・ビデオ
「メンバー4人が結婚式に参加する日の朝」を定点カメラで撮影した映像。DISH//初のワンカットでの撮影となった。
EP「HAPPY」の初回生産限定盤DVD・BDに本編に合わせてメイキング映像が収録されている。